# Bad to Me
Bad to Me är en poplåt komponerad av John Lennon och Paul McCartney. Den skrevs speciellt för Billy J. Kramer and the Dakotas, och John Lennon har senare sagt både att han skrev den själv och att han skrev den tillsammans med Paul McCartney. Inspelningen producerades av George Martin. Den utgavs som singel på skivbolaget Parlophone 1963. Låten kom att nå förstaplatsen på brittiska singellistan, och blev även en hit i USA 1964.

## Listplaceringar
| Lista (1963-1964) | Position              |
| ----------------- | --------------------- |
| Finland           | 14                    |
| Irland            | 3                     |
| Storbritannien    | 1                     |
| Sverige           | 7 (Kvällstoppen)      |
| Sverige           | 2 (Tio i topp)        |
| USA               | 9 (Billboard Hot 100) |